# Estigmene californica
Estigmene californica är en fjärilsart som beskrevs av Alpheus Spring Packard 1864. Estigmene californica ingår i släktet Estigmene och familjen björnspinnare. Inga underarter finns listade i Catalogue of Life.